# أليخاندرو أرتيتكسي
أليخاندرو أرتيتكسي (بالإسبانية: Alejandro Arteche)‏ (15 فبراير 1923 – 12 نوفمبر 1998) هو ملاكم إسباني راحل، مثّل بلاده في الألعاب الأولمبية الصيفية 1948.

## روابط خارجية
أليخاندرو أرتيتكسي على موقع بوكس ريك (الإنجليزية) (registration required)
- أليخاندرو أرتيتكسي على موقع اللجنة الأولمبية الدولية (الإنجليزية)
- أليخاندرو أرتيتكسي على موقع أوليمبيديا (الإنجليزية)
- أليخاندرو أرتيتكسي على موقع اللجنة الأولمبية الإسبانية (الإسبانية)